# Clavatula caerulea
Clavatula caerulea é uma espécie de gastrópodes do gênero Clavatula, pertencente a família Clavatulidae.